# Ángel Baldovino

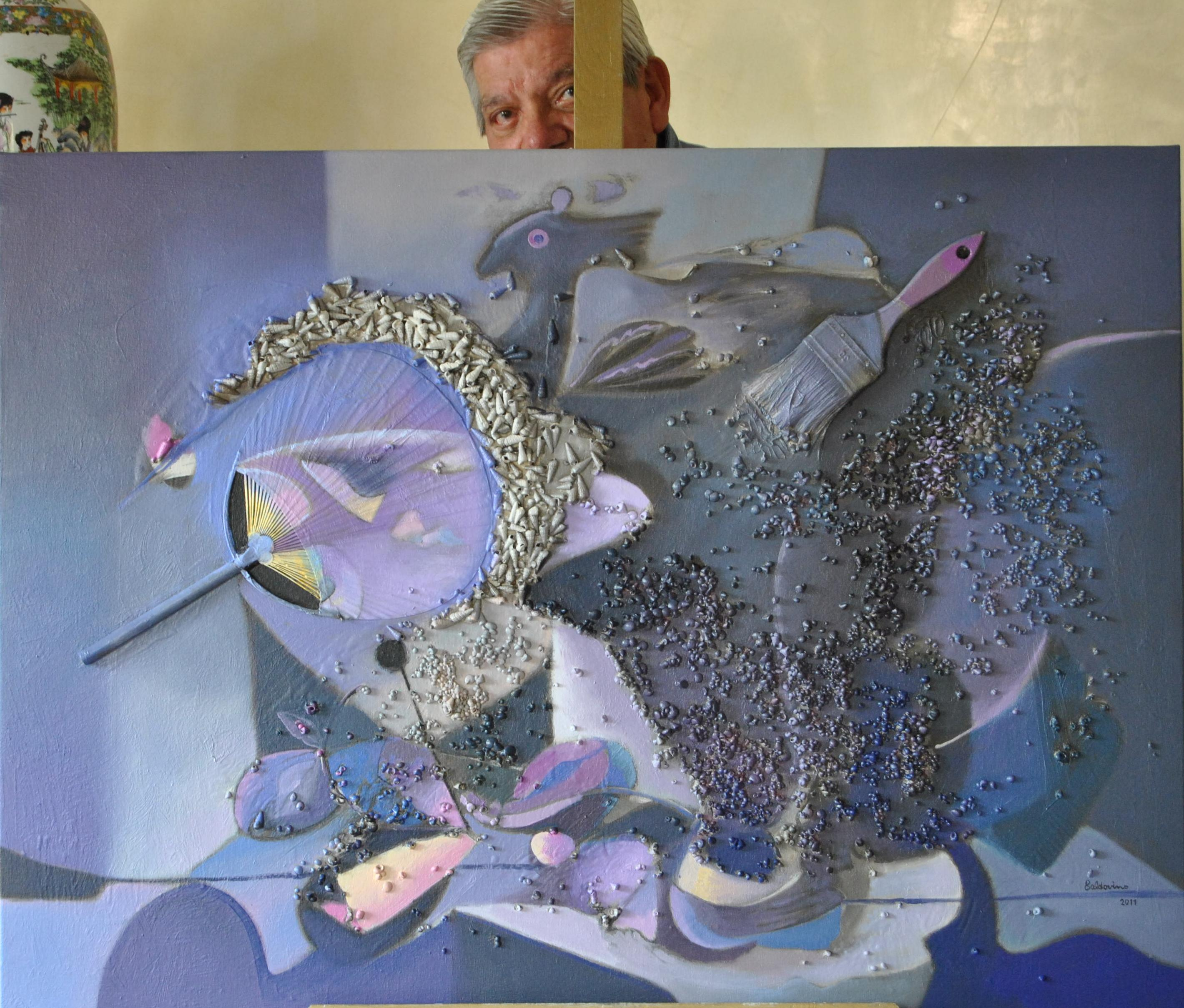
Invocación de la Noche.

Ángel Baldovino (Buenos Aires, Argentina, 29 de julio de 1929) es un artista argentino.

## Trayectoria
Procedente de una familia humilde de emigrantes italianos, abandonó sus estudios elementales para ponerse a trabajar. Desde los 18 años comienza a aprender de los maestros Teresio Fara, arquitecto y pintor y Demetrio Urruchua. Inicia sus estudios en la Escuela de Bellas Artes en el año 1949. Posteriormente estudia con los maestros Salvador Benjuya, Leonelo Muneza y Onofre Pacenza. Torres García también fue una influencia para él.

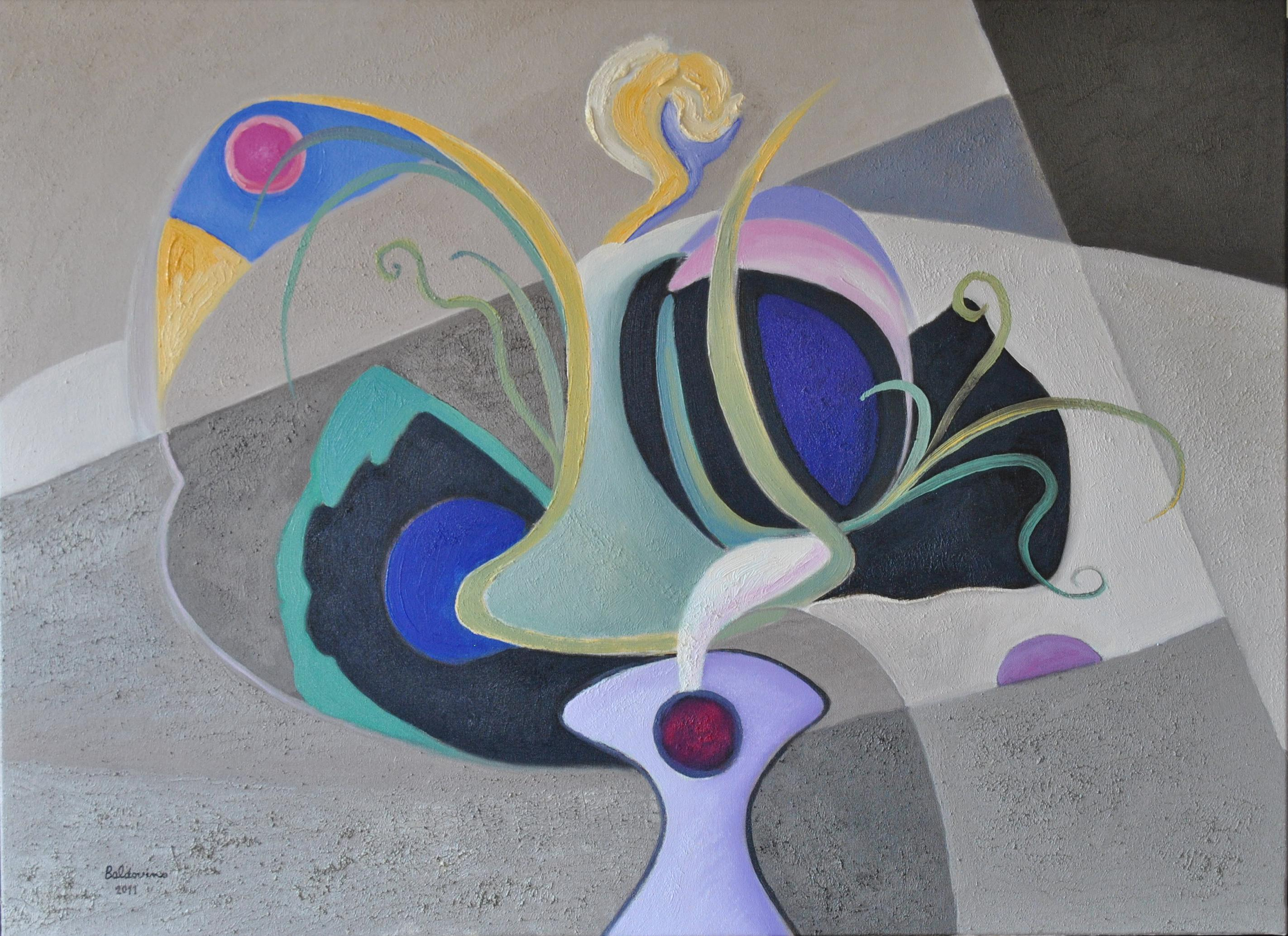
Brotes verdes y la mirada del mar, 2011.

En 1973 viaja a Italia invitado por la Galería Bevilacqua de Venecia. Pasó seis meses en Florencia entre el arte clásico y renacentista. Visita el norte de Italia, donde reproduce paisajes de montaña. En Venecia hizo diversas exposiciones y visitó la mayoría de los museos. Es un período de simplificación y de emancipación de las formas, un período de transición camino hacia la abstracción. En 1976 regresó a Buenos Aires para visitar a su esposa e hijo. Luego de dos meses en el país volvió a marcharse.

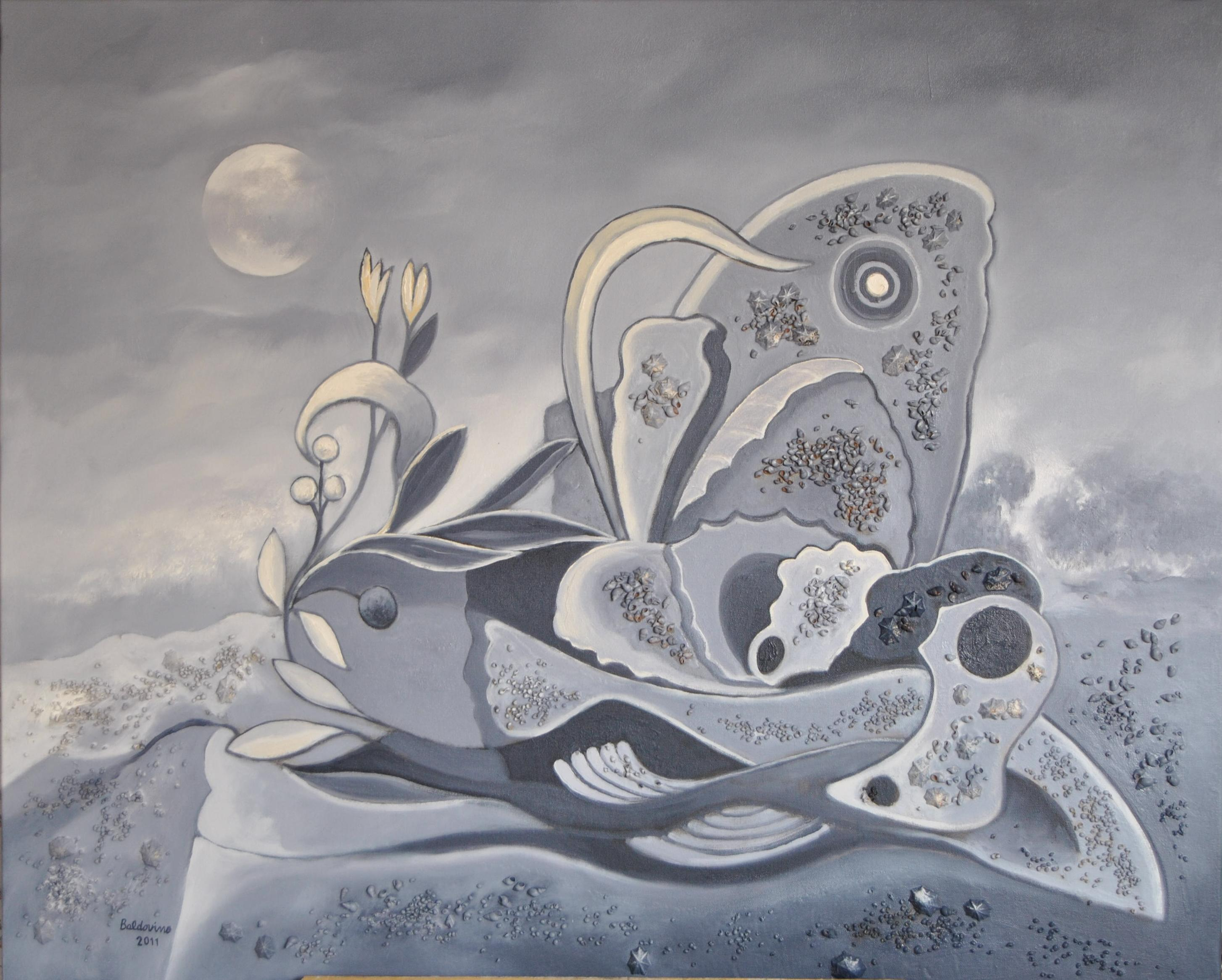
La Luna y los caracoles, 2011.

Decidió ir a Mallorca porque ahí tiene amigos y conocidos, como Cándido Ballester. Al llegar entró en contacto con Rafael Jaume y Esteban Pisón. Su pintura se vuelve más sutil.  En la obra se entremezclan la geometría y grotescas figuras reales. Entre 1980 y 81 trabajó en París para el Banco de Bilbao. Se sintió atraído por el romanticismo y los impresionistas. También trabajó en Holanda, donde por poco tiempo empleó una técnica mixta de tintes y de anilinas.

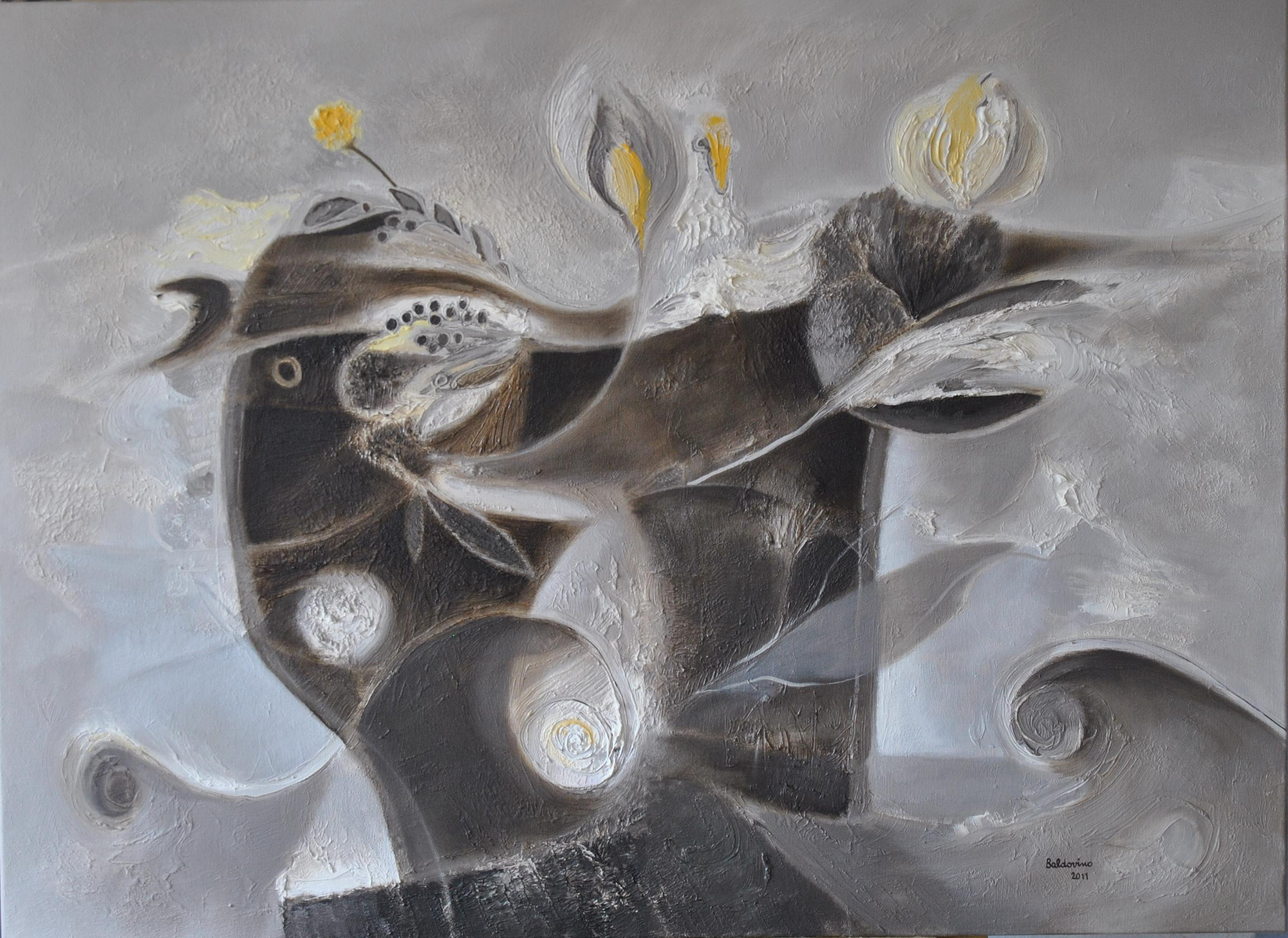
El puente a la imaginación, 2011.

En sus últimos años continúa trabajando en el mundo de la abstracción, con formas que marcan volumen y profundidad; espacios abstractos en los que se pueden reconocer formas precisas de la realidad circundante.

## Premios
Participa en muestras y concursos, en los que recibe numerosas distinciones, entre las cuales pueden citarse:
- 1.er. Premio Semana de "Buenos Aires", año 1972
- 1.er. Premio "Sociedad de Artistas Plásticos", año 1972
- 1.er. Premio anual y Medalla de Oro en el concurso anual del Museo Sivori, año 1973

En 1973, se traslada a Venecia (Italia), invitado por la Galería Bevilacqua La Masa, donde realiza una importante muestra.

## Exposiciones

### Exposiciones individuales
- Venecia - Fondazione Bevilacqua La Masa, 1973

Galería Fontana, 1974
Galería San Silvestro, 1975
Galería Santa Lucía, 1976
- Buenos Aires

Galería Wildenstein de Buenos Aires1976
- Isla de mallorca

Llibreria Cavall Vert, Palma, 1977
Museo de Villafranca, 1977
Uniarte, Banca Mas Sarda, Palma, 1977
Casa de Cultura Ramon Llull, Palma, 1979
Ayuntamiento de Manacor, 1979
Galería Universo, Palma, 1979
Galería Norai, Pollensa, 1981
Galería Joaquín Mir, Palma, 1983
Llibreria Cavall Vert, Palma, 1983
Claustro de Sant Antoniet, Palma, 1983
Torre de Ses Puntes, Manacor, 1987
Casa de Cultura, Alaro, 1988
Galería Jandro, Palma, 1994
Galería Enrique Moreno, Palma, 1996
Galería Art-Fama, Palma, 1998
Ses Voltes RETROSPECTIVA, Palma, 24 de noviembre-31 de diciembre
- Cataluña

Caixa d'Estalvis del Penedes, en 1977, Villafranca del Panadés
- Madrid

Centro Cultural Julio Cortázar, Ayuntamiento de Madrid, en 1994

### Exposiciones colectivas
- "Grup Dimecres". Galería Kandinsky de Madrid, 1980
- "Artisti Latino/Americani in Europa". Museo de Arte Moderno Ca' Pesaro, Venecia, 1982
- VIII Exposición de Artes Plásticas Fiestas de San Antonio, La Puebla, 1983
- 4 Gats Galería de Arte, Palma, 1985
- Galería Art-Fama, Palma, 1998
- Exposición en Portopí Centro, Palma, 1999
- Casino de Mallorca, Calviá. 1999
- Exposición en Portopí Centro, Palma, 2000
- Fundación Matthias Kuhn "Múltiples miradas un destino", Palma, 2003
- Taller de Sueños Art, Palma, 2003

### Obras en colecciones de
- Museo Sivori, Buenos Aires (Argentina)
- Museo de Porreras, Mallorca
- Museo D'art Contemporani de La Puebla, Mallorca
- Delegación de Cultura de Palma de Mallorca
- Museo del Cabildo, Buenos Aires (Argentina)
- Fundación Matthias Kuhn, Palma de Mallorca
- Museo de la Universidad de Georgetown (USA)
- Can Prunera, Sóller, Mallorca

Importantes colecciones privadas en Palma de Mallorca, París, Holanda, Estados Unidos, Alemania, Austria, Italia, Suiza y Japón.

### Otras participaciones artísticas
- Certamen de Poesía "Reina Amalia", organizado por los Poetas Esteban Pison y Rafael Jaume, 1977: Ilustración del poema galardonado con el Primer Premio.
- Casino de Mallorca (Calviá): Realización de pinturas murales, 1978, conjuntamente con el pintar uruguayo Hugo Britos.
- Invitado por el Banco Bilbao Vizcaya, desarrolla su labor artística en París para el mismo Banco, 1980
- Colabora con Manos Unidas en 1987, campaña contra el hambre, Palma.
- Participa con la plataforma "Nosotros por Ti", organizada por Francisco Piza, en el cincuenta aniversario de la Declaración de los Derechos Humanos, con la presencia de Thubten Wangchen, representante del Dalái lama en la UNESCO, Casal Balaguer y Parlamento de las Islas Baleares, y la de Amnistía Internacional, Palma, 1998.
- Es nombrado Cavaller de Sta. Maria de la Panada, en 1995, por un cuadro de La Virgen de la Panada, Monasterio de Cura (Mallorca) Vocal de Arte del club "Poetas en vivo", Palma, 1998.
- Ilustración de la carátula de un disco con obras de Paganini, interpretadas al violín por Smerald Spahiu y a la guitarra por Agustí Águila
- Premio periódico y radio Buenas Noticias en pintura, Palma.
- El expresidente de Italia Sandro Pertini, en el transcurso de su legislatura, le encarga personalmente la realización de una obra representando el "Canal grande de Venecia".
- Retrato del Príncipe de España, Felipe de Borbón que se conserva en el Palacio de Marivent, Palma.